# Danilow-Kloster

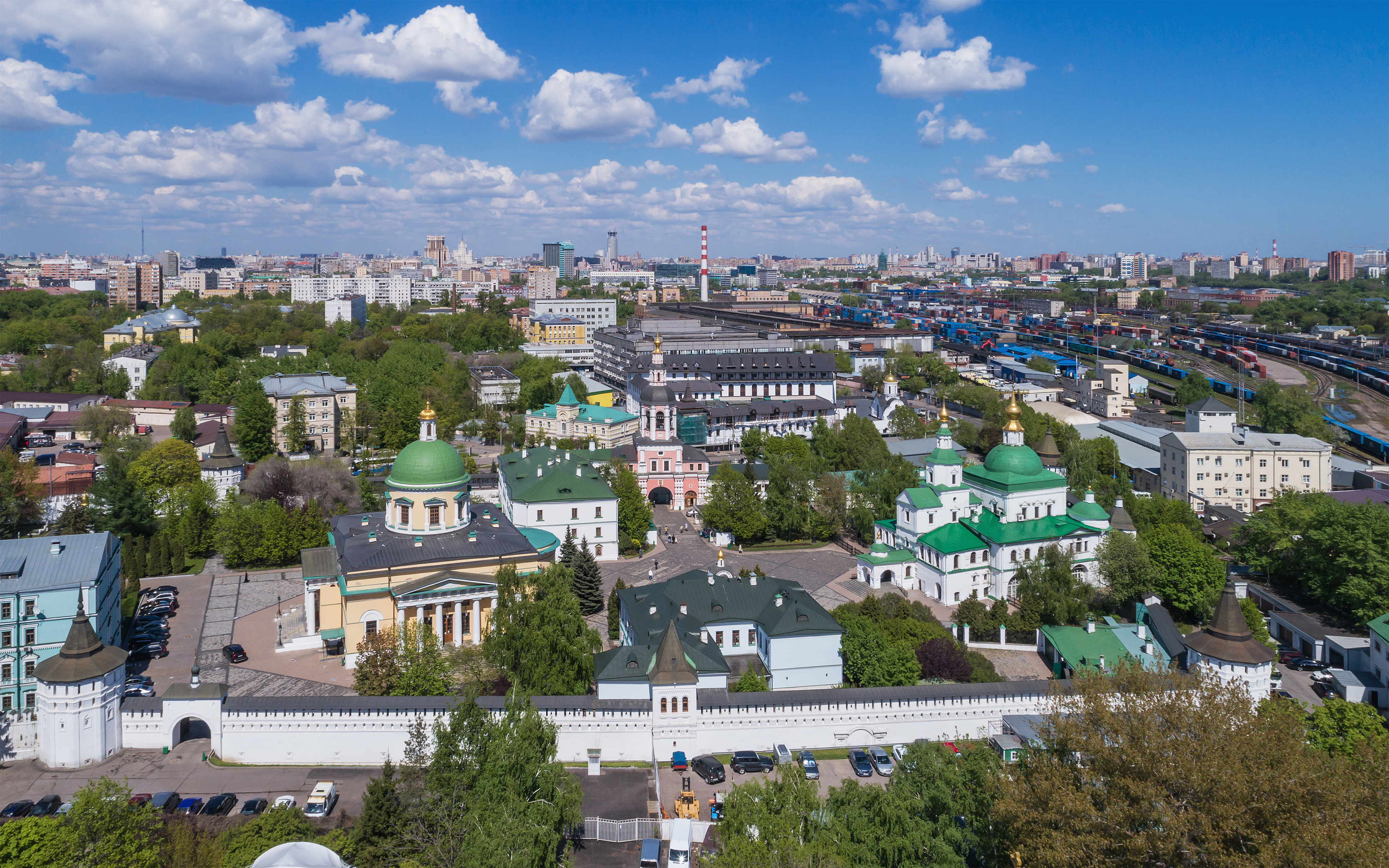
Luftaufnahme

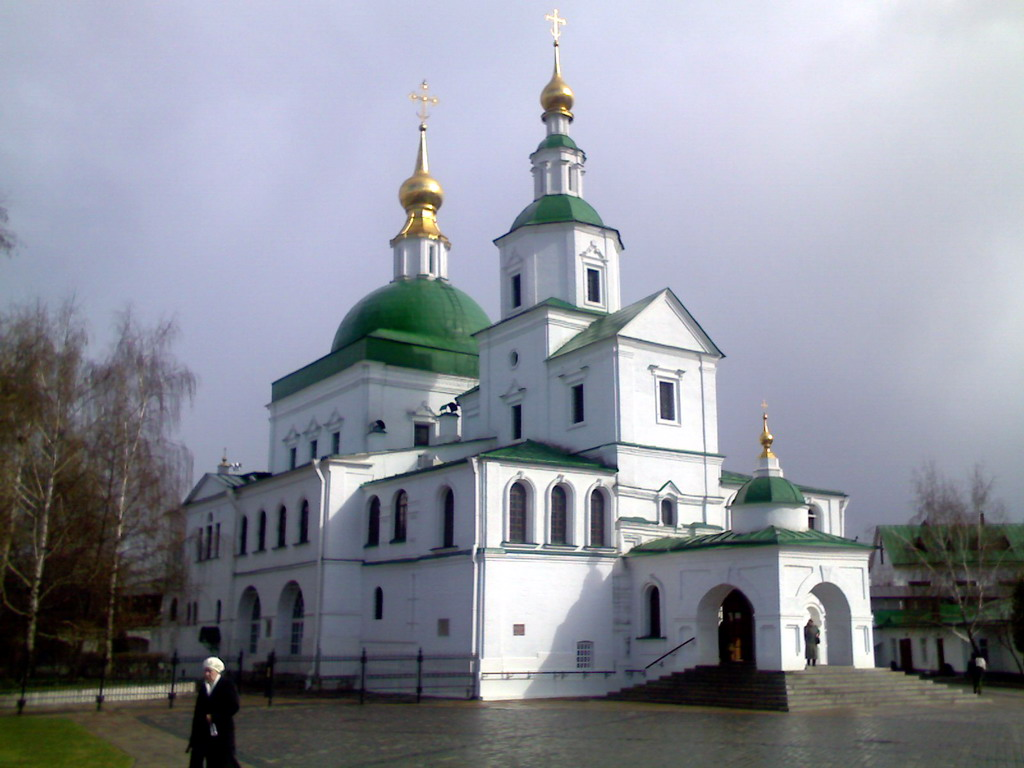
Das Katholikon ist den Heiligen Vätern der Sieben Ersten Ökumenischen Konzile gewidmet und enthält drei Kirchen: eine ebenerdig, zwei darüber gebaut.

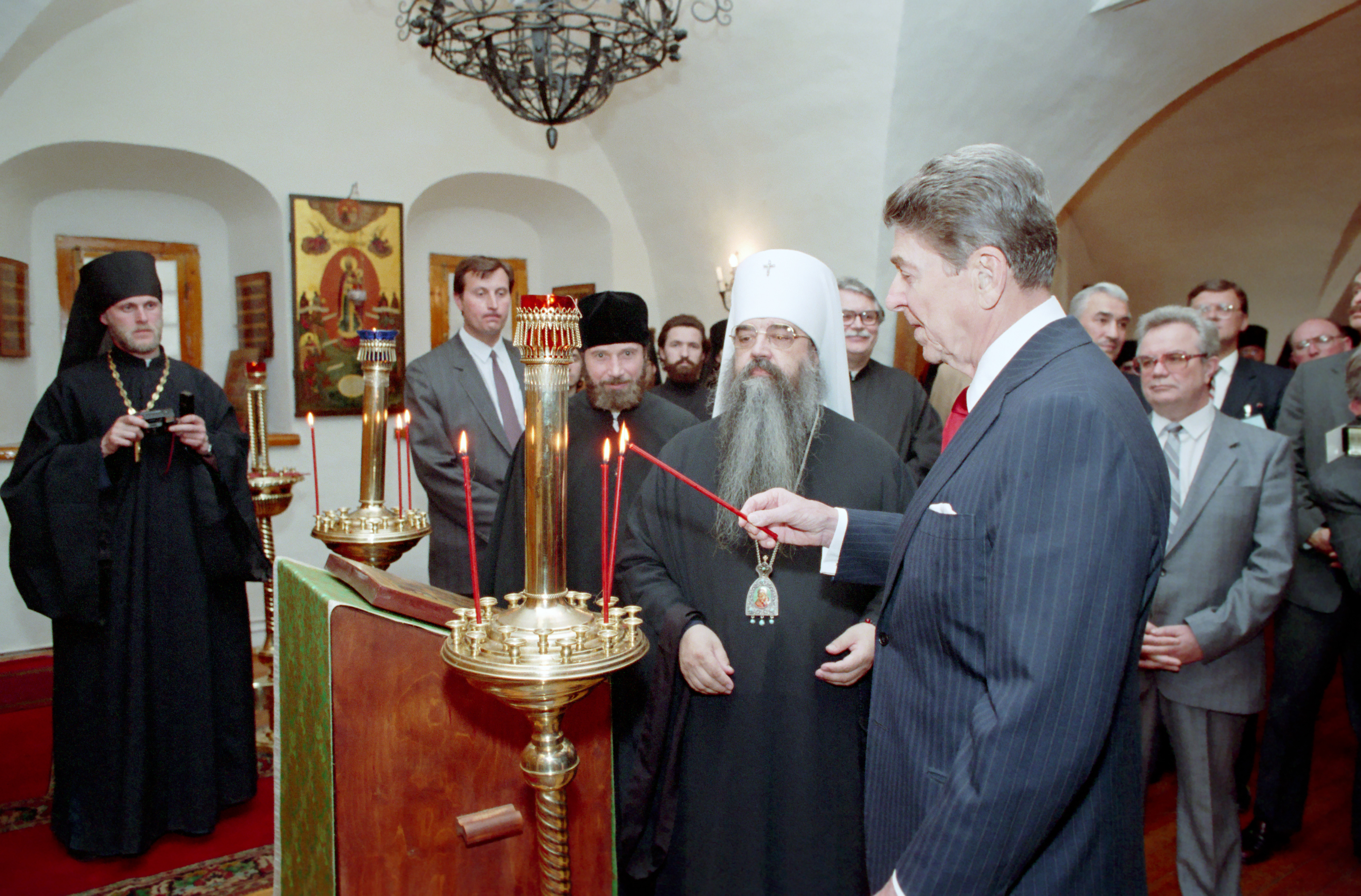
Besuch durch Ronald Reagan im Jahre 1988

Das Danilow-Kloster (russisch Данилов монастырь) in Moskau ist der Amtssitz des Patriarchen der Russisch-orthodoxen Kirche. Hier finden die Sitzungen des Heiligen Synods statt.

## Geschichte
Das Kloster wurde Ende des 13. Jahrhunderts von Daniel von Moskau, dem Sohn Alexander Newskis, gegründet. Es hatte nicht nur eine geistliche Funktion, sondern diente auch militärischen Zwecken im Rahmen der Stadtbefestigung von Moskau. Nach Daniels Tod zog das Kloster in den Kreml um, am ursprünglichen Ort verblieb nur ein Friedhof. 1560 bemerkte Iwan der Schreckliche auf einem Vorbeimarsch den vernachlässigten Friedhof und ließ neue Mönche ansiedeln. In der Zeit der Wirren erfolgte 1606 im Kreuzgang ein Angriff der Truppen unter Michail Wassiljewitsch Skopin-Schuiski gegen Iwan Bolotnikow, und 1610 wurde das Kloster durch Anhänger von Pseudodimitri II. schwer beschädigt. 1682 schenkte Zar Fjodor III. zwei Glocken für den neu erbauten Glockenturm.
Bei Napoleons Russlandfeldzug 1812 wurde das Kloster von der Grande Armée geplündert, die Sakristei und die Schatzkammer waren jedoch zuvor nach Wologda und in das Dreifaltigkeitskloster von Sergijew Possad verbracht worden. In der zweiten Hälfte des 19. Jahrhunderts wurden auf dem Friedhof des Klosters zahlreiche Schriftsteller, Künstler und Wissenschaftler bestattet, wie beispielsweise Nikolai Gogol, Nikolai Jasykow, Wassili Perow, Nikolai Rubinstein, Wladimir Solowjow und viele weitere. In der Zeit der Sowjetunion wurden jedoch die meisten sterblichen Überreste in den Nowodewitschi-Friedhof überführt.
Nach der Oktoberrevolution 1917 wurden in dem Kloster eine Regenschirm-Fabrik und ein Gefängnis untergebracht. Das Ensemble wurde erst 1988, zum 1000-jährigen Bestehen der Russisch-Orthodoxen Kirche, auf eine Bitte von Patriarch Pimen I. wieder der Kirche zurückgegeben.

## Architektur
Das Gebäude besitzt neben einem modernen Pressezentrum und einem Hotel vier alte Kirchen. Insgesamt stellt sich das Kloster eher schlicht dar.